# The Raid
The Raid (Indonesische titel: Serbuan Maut) is een Indonesische martialarts-actiefilm uit 2011, geregisseerd door Gareth Evans. De film ging op 8 september 2011 in première op het Internationaal filmfestival van Toronto.

## Verhaal
In een appartementencomplex in de sloppenwijken van Jakarta wonen criminelen, drugsdealers en moordenaars die hun eigen regels maken. Als op een dag een elite-eenheid van twintig politieagenten de opdracht krijgen om de beruchte drugsbaron die het gebouw beheerst uit te schakelen, stormen ze het gebouw binnen. Eenmaal binnen komen ze erachter dat de bewoners goed voorbereid zijn.

## Rolverdeling
| Acteur                 | Personage |
| ---------------------- | --------- |
| Iko Uwais              | Rama      |
| Joe Taslim             | Jaka      |
| Donny Alamsyah         | Andi      |
| Yayan Ruhian           | Mad Dog   |
| Pierre Gruno           | Wahyu     |
| Ray Sahetapy           | Tama      |
| Tegar Satrya           | Bowo      |
| Iang Darmawan          | Gofar     |
| Eka 'Piranha' Rahmadia | Dagu      |
| Verdi Solaiman         | Budi      |